# Manegen
Manegen is een bestuurslaag in het regentschap Padang Sidempuan van de provincie Noord-Sumatra, Indonesië. Manegen telt 1114 inwoners (volkstelling 2010).